# Claude F. Archambault
Claude F. Archambault est un avocat québécois controversé. Il a fait l'objet de nombreuses plaintes de clients et a dû en répondre le 23 avril 2010 lorsqu'il a été radié du Barreau du Québec.
Par le passé, il a été l’avocat de vedettes dont Marcel Béliveau, Guy Cloutier, Jean-François Harrisson, Alex Hilton, Gilles Proulx et Michèle Richard (dont il est l'ancien conjoint).